# Vũ Thế Vương
Vũ Thế Vương (sinh ngày 31 tháng 1 năm 1994) là một cầu thủ bóng đá người Việt Nam hiện đang thi đấu ở vị trí tiền vệ cho câu lạc bộ Nam Định.
Vì chỉ có chiều cao khiêm tốn 1m56 cùng với vóc dáng và thể hình nhỏ con nên những người hâm mộ bóng đá Thành Nam đã đặt cho anh biệt danh là "Messi Nam Định".